# Burg Schaafheim
Die Burg Schaafheim, auch Schloss Schaafheim genannt, war eine kleine Burganlage in damaliger Ortsrandlage in Schaafheim, am Rande des Odenwaldes, heute im Landkreis Darmstadt-Dieburg in Hessen gelegen. Es wurde von den Grafen von Hanau Anfang des 15. Jahrhunderts zum Stadtschloss um- und ausgebaut.

## Geschichte
Da Kaiser Karl IV. 1368 dem Ort Schaafheim Stadtrechte, wie mit den Freiheiten von Hanau und Windecken, gewährte, und der Ort mit einer Stadtmauer befestigt wurde, über einen Marktplatz verfügte sowie Sitz der Gerichtsbarkeit (kaiserliches Hofgericht, Unter- und Obergericht) mit einem Galgen als Hinrichtungsstätte war, kann angenommen werden, dass eine Burg spätestens im beginnenden 14. Jahrhundert vorhanden war und mit Beginn des 15. Jahrhunderts schlossähnlich ausgebaut wurde. Denn 1404 wird es als letzte Residenz der Hanauer Grafen Ulrich V. infolge seiner erzwungenen Abdankung als Regent der Herrschaft Hanau (erstmals) beurkundet. Spätere Historien versuchten eine psychische Störung zu begründen, viel wahrscheinlicher war es nur eine Begründung für das Umgehen des Primogeniturstatutes im Hause Hanau.
Im Teilungsvertrag von 1458 der Grafschaft Hanau erhält Philipp I. den Anteil Hanau-Lichtenberg. Darin werden explizit „Burg, Dorf und Gericht Schaiffheim“ genannt.
Schloss und Ort, schon 1552 im Zweiten Markgräflerkrieg schwer verwüstet, werden im Dreißigjährigen Krieg erneut mehrfach geplündert und verwüstet. Infolge der Pest ist der Ort kurze Zeit völlig entvölkert.
Dennoch kann noch für 1615 ein zumindest zeitweises Bewohnen des Schlosses durch das Haus Hanau angenommen werden, denn da siegelt Gräfin Katharina Belgica von Oranien-Nassau (Witwe von Philipp Ludwig II.) in Schaafheim.
Als 1763 der letzte Nachlass der Hanauer von Schaafheim nach Pirmasens verlagert wird, kann geschlussfolgert werden, dass spätestens ab diesem Zeitpunkt das Schloss nicht mehr bewohnt war. Grund war wohl, dass nach dem Tod des letzten Hanauer Grafen, Johann Reinhard III., 1736, es zu Erbstreitigkeiten zwischen Hessen-Kassel und Hessen-Darmstadt kam. Streit um das Amt Babenhausen (Schaafheim gehörte dazu) führte fast zu einer kriegerischen Auseinandersetzung. Der Landgrafschaft Hessen-Darmstadt gelang die Besetzung von Schaafheim und der Ort Schaafheim wurde Verwaltungssitz des Amtes Schaafheim. Die Auseinandersetzung um das Hanauer Erbe konnte erst nach einem langjährigen Rechtsstreit vor den höchsten Reichsgerichten 1771 mit einem Vergleich beendet werden, dem so genannten Partifikationsrezess. Schaafheim verblieb bei Hessen-Darmstadt, dem späteren Großherzogtum Hessen, hatte aber keine Bedeutung mehr für das Hessen-Darmstädter Geschlecht und so auch nicht das Schloss.
Die Schlossreste wurden nun als Waisenhaus und als Kaserne genutzt. Zu Beginn des 19. Jahrhunderts waren nur noch Mauerreste und zwei Türme übrig. Einer davon, mit mehreren Zimmern ausgestattet, diente als Registratur, der andere war als Gefängnis eingerichtet. Nach Auflösung des Amtes Schaafheim 1820 wurde 1823 das Schloss leider bis auf wenige heute noch erhaltene Mauern abgerissen.

## Heutiger Bestand
Vom Schloss existiert heute nichts mehr. Turmreste eines Stadtmauerturmes befinden sich genau nördlich der ehemaligen Anlage, die mit ihrer Nordseite direkt an der Stadtmauer lag. Der Turmrest liegt allerdings auf einem nicht zugänglichen Privatgrundstück. (Siehe auch: Liste der Kulturdenkmäler in Schaafheim) Heute erinnern nur noch die Straßennamen Schloßgraben und Burggartenstraße und eine kleine Tafel des Schaafheimer Heimat- und Geschichtsvereins an das vergangene Schloss.

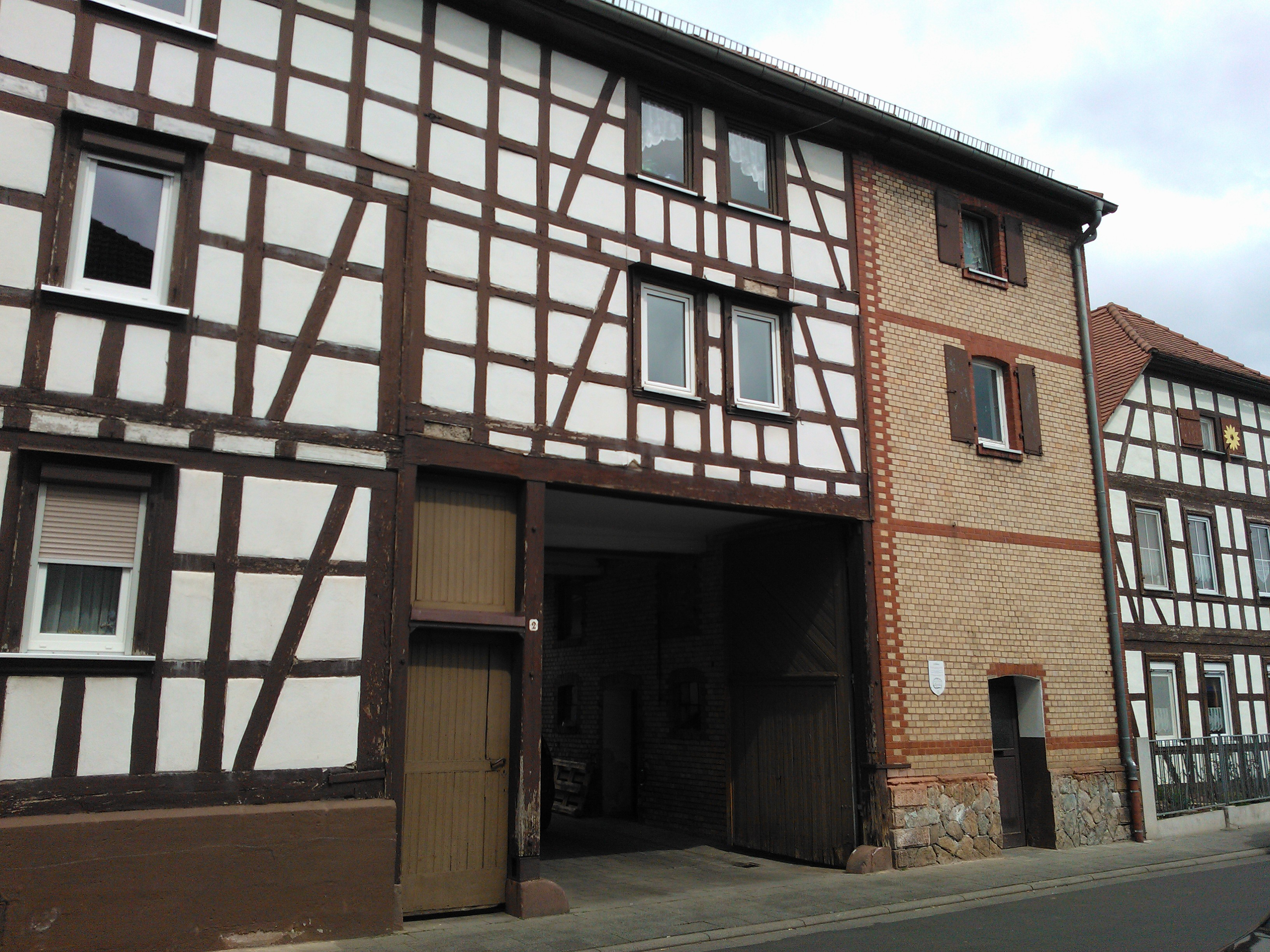
Standort der Infotafel in Front des Hauses Schlossgraben 2. Das Schloss nahm etwa den Platz der heutigen Hofreiten Schlossgraben 2-4 ein.
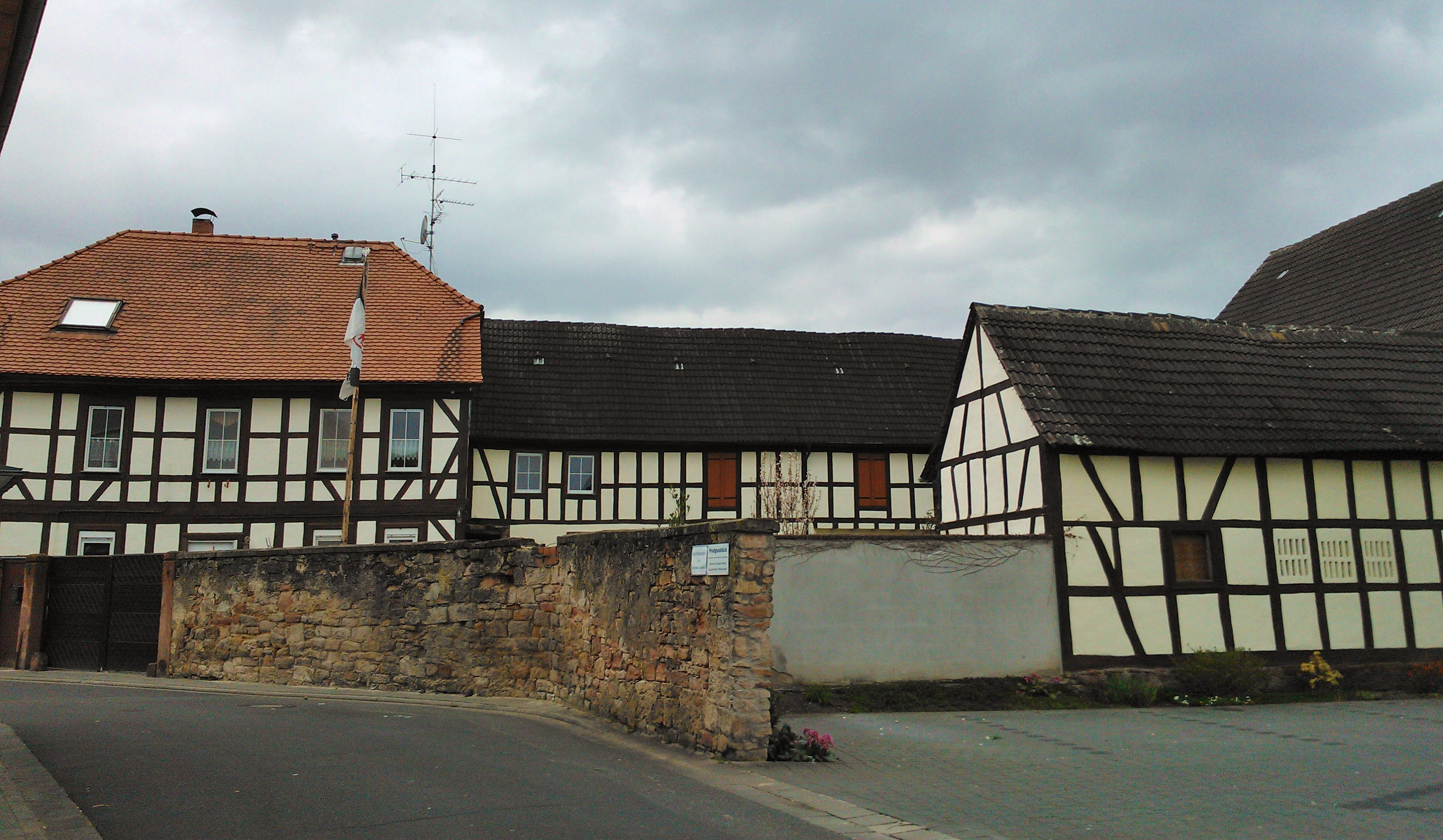
Seitenansicht auf die heutigen Gebäude (Schlossgraben 4) auf dem Standort des ehemaligen Schlosses
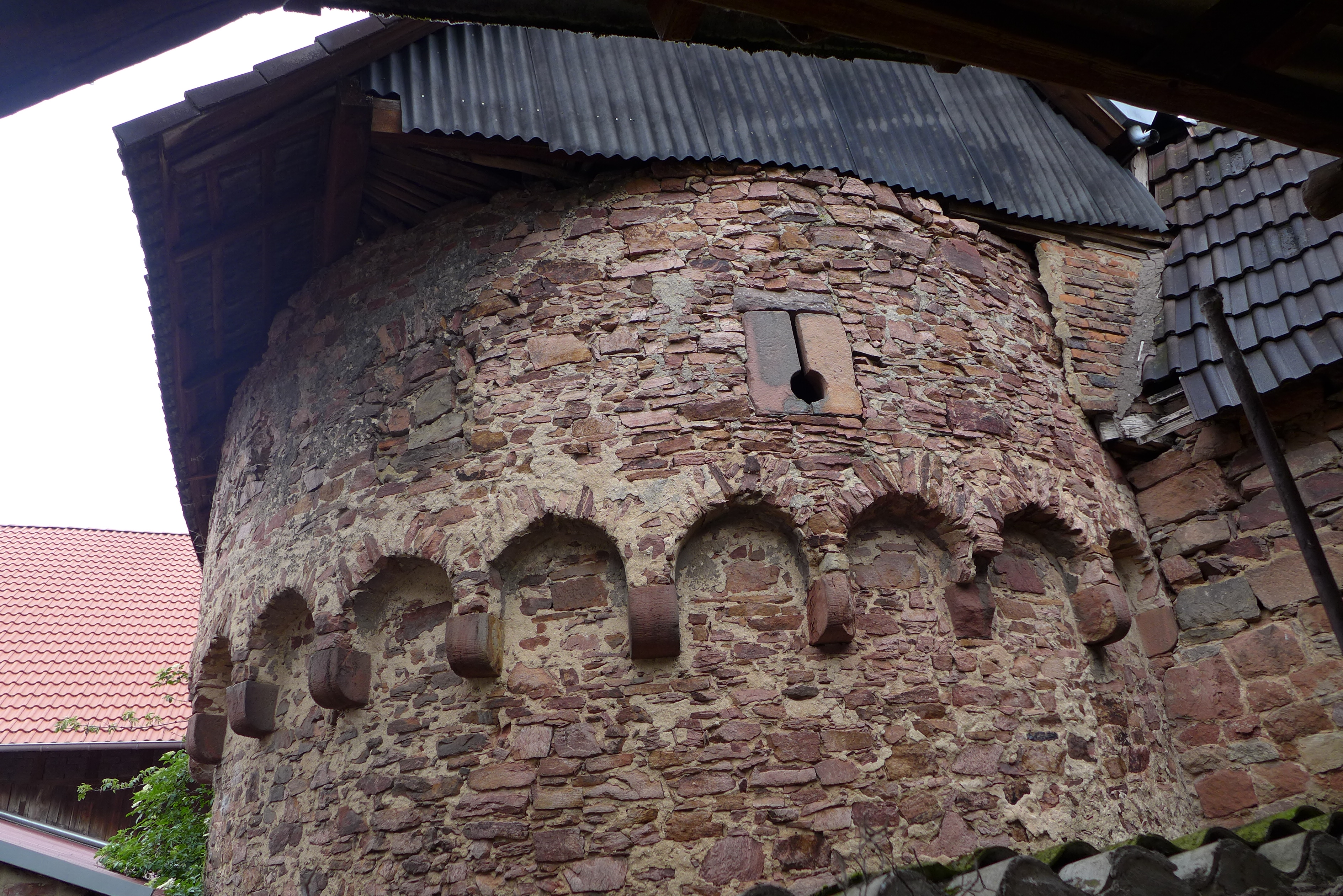
Turmreste der ehemaligen Stadtmauer, wohl gleichzeitig Teil der ehemaligen Schlossbebauung